# Ritorno al futuro (franchise)

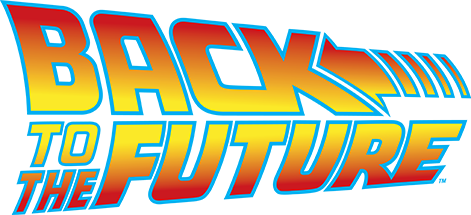
Logo del franchise

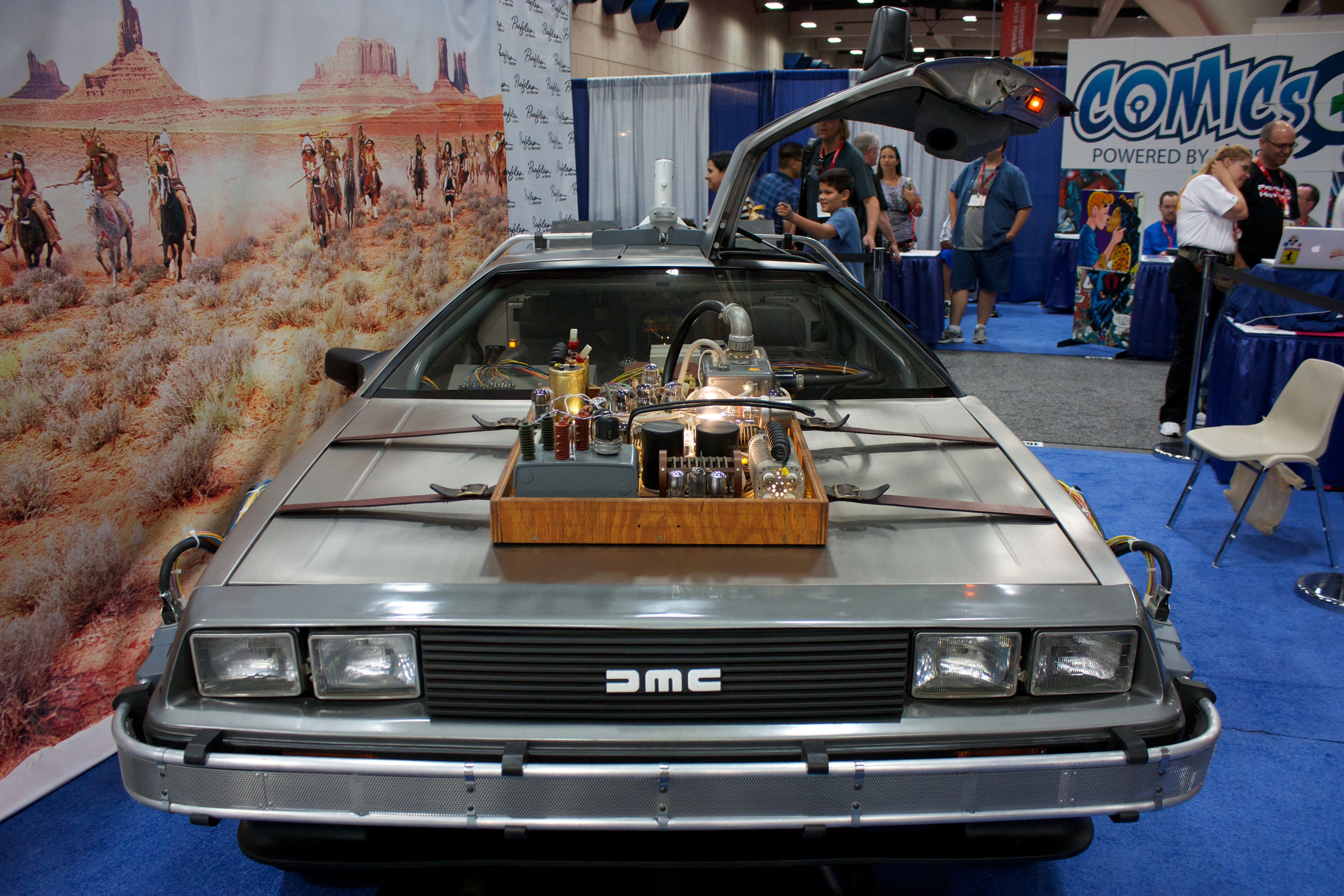
L'auto iconica dei film esposta al Comic-Con di San Diego

Ritorno al futuro è un media franchise di genere comico-fantascientifico, incentrato sull'omonima trilogia cinematografica, prodotta tra gli anni ottanta e novanta del XX secolo. Ideato e sceneggiato da Bob Gale e Robert Zemeckis e diretto da quest'ultimo, è stata prodotta da Bob Gale e Neil Canton, e distribuita dalla Universal Pictures.
Narra delle peripezie a cavallo di varie epoche della storia statunitense (il 1955, il 1985, il 2015 e il 1885) affrontate dal giovane Marty McFly (Michael J. Fox) e dal suo migliore amico, l'anziano e stravagante scienziato Emmett "Doc" Brown (Christopher Lloyd), inventore di una bizzarra macchina del tempo ricavata da un'autovettura, una DeLorean DMC-12. Nel corso dei tre episodi i due si trovano a risolvere diversi problemi per evitare catastrofici paradossi temporali, come il possibile mancato matrimonio dei genitori di Marty negli anni cinquanta (in seguito a questo fatto Marty e i suoi fratelli non potrebbero più esistere), l'arresto del figlio di Marty nel 2015, l'uccisione del padre di Marty per mano del suo eterno rivale Biff Tannen (Thomas F. Wilson) e l'omicidio di Doc per mano di Buford "Cane Pazzo" Tannen, bisnonno di Biff, nel 1885.
Caratterizzata da uno spiccato umorismo, da un efficace uso degli effetti speciali, da un ritmo sostenuto e da un velo di nostalgia, la saga di Ritorno al futuro ha appassionato diverse generazioni di spettatori e regalato grande notorietà al regista Robert Zemeckis e all'attore Michael J. Fox.
Oltre ai film, il franchise comprende una serie animata, fumetti, videogiochi e attrazioni in parchi a tema.

## Sviluppo

### Genesi
La genesi del progetto Ritorno al futuro si deve a una circostanza fortuita, capitata al produttore e sceneggiatore Bob Gale nel 1980. Impegnato a sgomberare la soffitta di casa, Gale vi trovò il diario scolastico del padre, lo lesse e scoprì che il proprio genitore era stato capoclasse; incuriosito dalla circostanza, cominciò a interrogarsi se all'epoca lui e il padre sarebbero potuti diventare amici. Gale ne parlò con l'amico Robert Zemeckis, che gli rispose con una battuta su sua madre, chiedendosi se era stata davvero quella ragazza virtuosa che diceva di essere stata in gioventù. Affascinati da questi discorsi, i due cominciarono ad abbozzare insieme un soggetto per trarne un film.

### Sceneggiatura

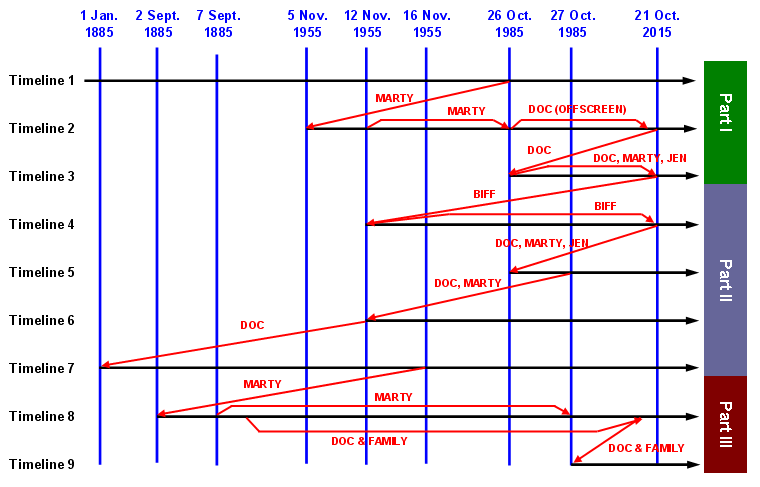
Le differenti linee temporali su cui si dipana la trilogia.

L'idea di Zemeckis era quella di operare una variazione sul classico tema dei viaggi nel tempo: invece di narrare, com'era stato consuetudine nel cinema fino a quell'epoca, un viaggio di centinaia di anni nel passato, il regista preferì concentrarsi sulle implicazioni che avrebbero coinvolto un giovane adolescente che si ritrova ad andare indietro di una trentina d'anni e a vivere nell'epoca in cui i propri genitori erano a loro volta ragazzi, nella stessa città.
Il soggetto iniziale piacque subito a Steven Spielberg, il quale si offrì come produttore esecutivo. Tuttavia, la successiva sceneggiatura di Gale e Zemeckis fu rifiutata pressoché da tutti gli studios cinematografici: all'epoca le commedie "giovanili" in voga erano tutte sulla falsariga di Animal House e Porky's, e i maggiori studi di produzione reputavano Ritorno al futuro un film "troppo poco volgare" per poter attrarre il grande pubblico. L'unica major che inizialmente si interessò al progetto, la Disney, trovò invece che le implicazioni riguardanti un possibile incesto nel passato tra Marty, il giovane protagonista, e sua madre da ragazza avrebbero danneggiato il nome dell'azienda, e si tirò indietro.
Zemeckis, inoltre, doveva fare i conti con la sua difficile situazione lavorativa: i suoi precedenti film, La fantastica sfida e 1964 - Allarme a N.Y. arrivano i Beatles!, pur avendo ricevuto il plauso della critica, erano stati snobbati dal pubblico, perciò pochi produttori se la sentivano di affidargli un progetto tanto ambizioso. La svolta arrivò nel 1984, quando l'attore e produttore Michael Douglas gli affidò la regia di All'inseguimento della pietra verde: la pellicola fu un successo e dette a Zemeckis la possibilità di trovare qualcuno disposto a produrre i film del progetto Ritorno al futuro, che avrebbe consegnato alla storia del cinema una delle saghe più celebri e apprezzate.

### Interpreti
Ottenuta la possibilità di dare il via al progetto, Zemeckis e Gale ritennero giusto rivolgersi a chi per primo aveva creduto alla possibilità di realizzare il film, cioè Steven Spielberg, che si impegnò nella produzione tramite la sua industria, la Amblin Entertainment. Alla fine del 1984 la Universal Pictures approvò la sceneggiatura e diede il via libera alle riprese.

Marty (a destra) e Doc (a sinistra)

Per la scelta degli interpreti, Zemeckis e Gale avevano avuto le idee chiare: per il ruolo di Marty McFly, il diciassettenne protagonista, avrebbero voluto fin da subito l'emergente Michael J. Fox, attore che però all'epoca era già impegnato sul set della sit-com Casa Keaton. I due produttori contattarono quelli della serie, che però non concedettero la disponibilità dell'attore, sotto contratto con la rete televisiva, così dovettero cercare un altro interprete e, dopo aver considerato C. Thomas Howell e Corey Hart, optarono per Eric Stoltz (fisicamente molto simile a Fox); dopo 6 settimane di riprese Zemeckis, con molto rammarico, decise che Stoltz non era adatto alla parte e lo licenziò. Nel frattempo Fox si era dichiarato disponibile e riuscì a ottenere la parte alternando le riprese sul set televisivo di Casa Keaton (di giorno) con quelle del film (di notte): in alcune occasioni Fox dormì soltanto 2 ore per notte per riuscire a rispettare i suoi impegni lavorativi. Durante alcune scene con inquadrature molto dinamiche o da grande distanza, in cui l'attore non è riconoscibile, come quella in cui Marty scappa dai terroristi libici, si sono riutilizzate alcune sequenze girate con Stoltz.
La parte dello scienziato pazzo, "Doc" Emmett Brown, venne assegnata fin dall'inizio a Christopher Lloyd, già noto per la sua interpretazione in Qualcuno volò sul nido del cuculo e scelto da Zemeckis per la sua accentuata mimica.

### Il successo

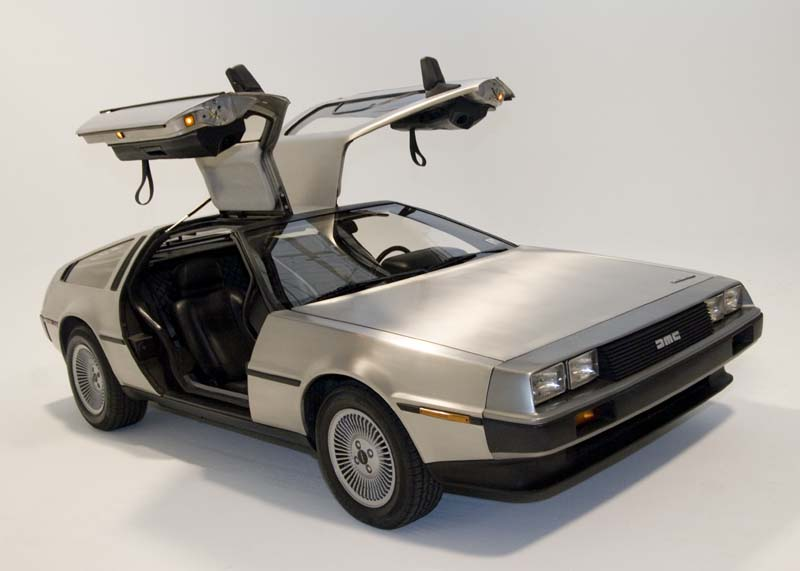
Una DeLorean DMC-12, l'auto usata dai protagonisti per viaggiare nel tempo.

Il primo film della serie uscì negli Stati Uniti il 3 luglio 1985 e ottenne subito un insperato successo: costato 19 milioni di dollari, ne guadagnò 11 solo nel primo week-end di programmazione. Solo negli Stati Uniti finì per incassare 210 milioni di dollari, lanciando Michael J. Fox come star cinematografica e Robert Zemeckis come cineasta di primo piano. Nonostante inizialmente il film non fosse stato ideato come primo di una serie, il soggetto si prestava alla realizzazione di un sequel e il finale "aperto" della prima pellicola (con Doc e Marty in partenza per il futuro) dava spazio a numerose possibilità narrative. Nell'edizione uscita in videocassetta, i titoli di coda del primo film riportavano la dicitura «to be continued», assente nella versione cinematografica, per avvertire il pubblico dell'imminente seguito. Il fatto che i due sequel (che furono girati in contemporanea e fatti uscire sfalsati di un anno) vennero realizzati alcuni anni dopo il primo film creò qualche problema: ad esempio la mancata partecipazione dell'attrice Claudia Wells (Jennifer Parker), che si era ritirata dalla recitazione a causa di una malattia della madre e venne sostituita da Elisabeth Shue, costrinse a girare ex novo la sequenza di apertura di Ritorno al futuro: Parte II, mentre il rifiuto dell'attore Crispin Glover (George McFly) di partecipare ai sequel, principalmente a causa del cachet considerato troppo basso, causò una riscrittura completa di entrambe le sceneggiature dei sequel, che inizialmente prevedevano una parte molto più consistente per il personaggio di George.

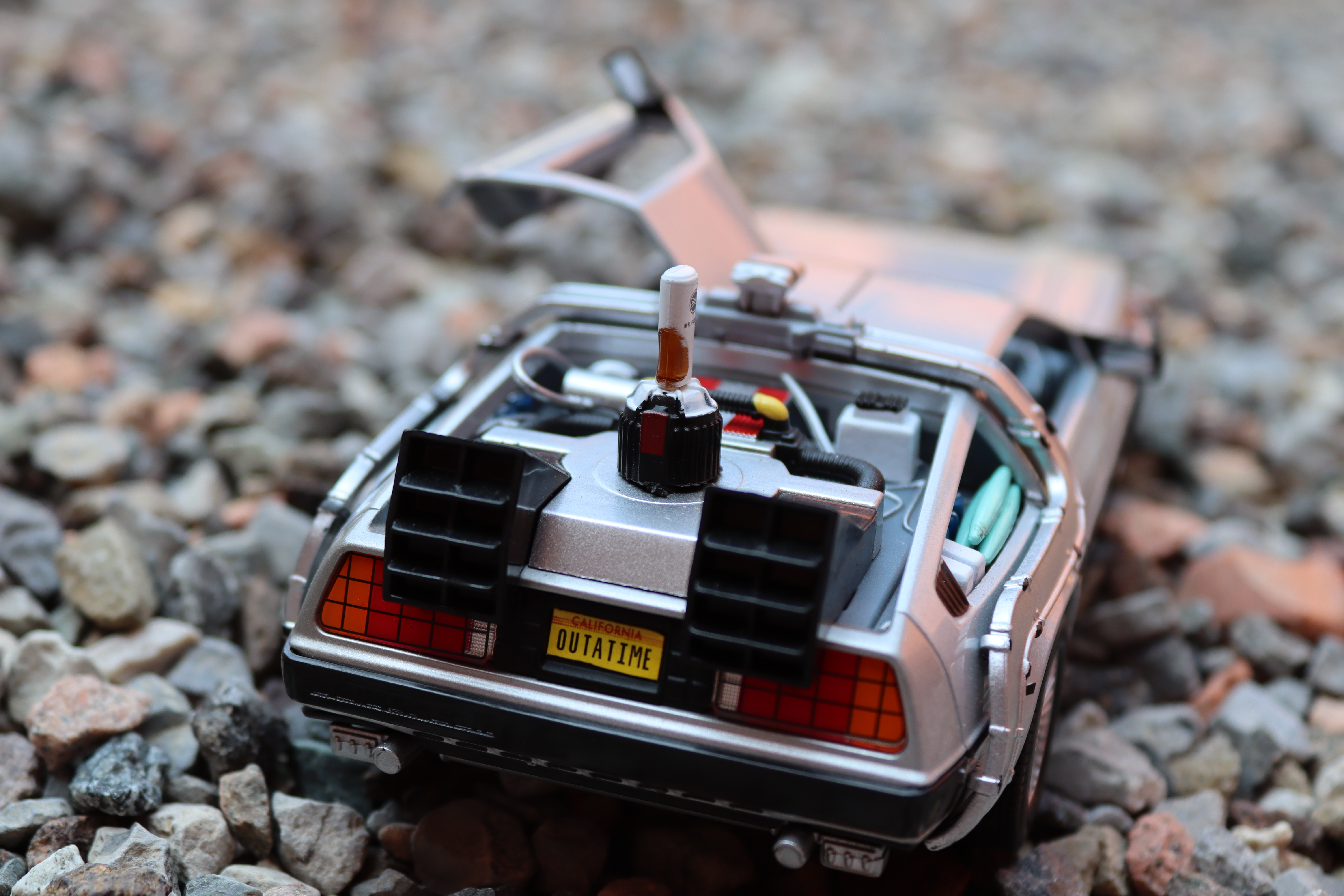
Un modellino della DeLorean DMC-12 modificata utilizzata nella trilogia

Il segreto del successo di Ritorno al futuro si deve a un abile miscuglio di nostalgia, comicità e fantascienza. In un'epoca come gli anni ottanta, caratterizzata dalla grande evoluzione tecnologica, con l'avvento dei computer e degli effetti speciali, l'idea geniale degli autori fu di portare il protagonista, e con esso gli spettatori, negli anni cinquanta, a stretto contatto con i propri genitori, all'epoca semplici teenager come lui. In questo surreale viaggio Zemeckis e Gale ebbero inoltre l'intuizione di innestare un meccanismo da commedia degli equivoci, con Marty involontario oggetto dei desideri sentimentali della futura madre e costretto ad adoperarsi come pigmalione dell'imbranato futuro padre, al fine di far incontrare e fidanzare i propri genitori e fare in modo che lui e i suoi fratelli continuino a esistere. I continui ammiccamenti alla storia statunitense — Marty non viene creduto e viene deriso dal Doc del 1955 quando gli racconta che nel 1985 il presidente degli Stati Uniti d'America sarà Ronald Reagan, il quale negli anni cinquanta era conosciuto solamente come attore e non si occupava ancora di politica — e ai paradossi del destino — nel secondo episodio, ambientato nel 2015, compare un cinema dove è in proiezione Lo squalo 19, film diretto da Max Spielberg, vero nome del figlio del regista Steven, che nel 1975 aveva diretto Lo squalo, primo lungometraggio dell'omonima serie — hanno conferito alla trilogia una notevole carica ironica, supportata da una sceneggiatura ben oliata e da un gruppo di ottimi attori.
Se nel primo episodio della saga a farla da padrone era il gusto dolce-amaro per l'epoca spensierata dei ragazzi statunitensi, già immortalata in Happy Days e American Graffiti, nel secondo film della serie il gioco citazionistico e autoreferenziale di Zemeckis divenne più raffinato, con i protagonisti proiettati prima nel futuro ad affrontare Griff Tannen, nipote di Biff, e poi nuovamente nel passato, al fine di riparare a un paradosso temporale. La conclusione della saga si consuma nel Far West, nel 1885, con Doc e Marty nuovamente insieme - dopo che Doc è stato involontariamente catapultato in tale epoca -, impegnati a trovare il modo di sfuggire al pistolero Buford Tannen, bisnonno di Biff, e ancora una volta a ritornare al futuro sani e salvi.

### Scene ricorrenti
Nei tre film della saga vengono mostrate alcune scene e pronunciate alcune battute tra loro molto simili, a scopo autocitazionista:
- Nel primo film, Doc mostra a Marty un modellino della città per spiegare al ragazzo come convoglierà l'energia del fulmine nella DeLorean. La stessa scena viene ripresa nel terzo film, quando Doc usa un modellino per mostrare la sua idea su come dirottare il treno e usare la locomotiva per spingere la macchina del tempo. Lo scienziato, in entrambe le scene, dice: «Scusa la rozzezza di questo modello, non ho avuto il tempo di farlo in scala e di dipingerlo». Nel terzo film Marty interrompe la frase, conoscendola già.
- Nel primo film, i messaggi propagandistici del sindaco Goldie Wilson nel 1985 e del sindaco Red Thomas nel 1955 sono identici (e nel 1955 Goldie Wilson è un semplice cameriere appassionato di politica).
- In tutti e tre i film Marty si ritrova a litigare in un bar con un Tannen: nel primo con il giovane Biff, nel secondo con Griff e nel terzo con Buford. Questi personaggi attirano sempre l'attenzione di Marty dicendo «Ehi, McFly!», anche se in tutti e tre i casi pensavano di aver incontrato un parente di Marty di quell'epoca temporale (rispettivamente George, Marty Jr. e Seamus), e si ergono in tutta la loro stazza per incutere timore; l'inquadratura è sempre la stessa, da dietro le spalle del Tannen di turno. Inoltre nel videogioco Back to the Future: The Game la scena si ripete stavolta con il nonno di Marty, Arthur McFly, e il padre di Biff, Irving "Kid" Tannen. Infine, in tutti e tre i film un Tannen viene colpito in faccia da un pugno di un McFly e si capovolge su sé stesso per poi svenire. Anche il piano sequenza e le inquadrature di tali scene sono sempre le medesime.
- In tutti i film, un Tannen finisce nel letame a causa di uno scontro con Marty: nel primo film il giovane Biff rincorre Marty con la propria auto e si scontra con un camion di letame; nel secondo film la scena viene rivista e ricordata dal vecchio Biff e avviene nuovamente nella realtà dopo l'inseguimento vicino alla galleria, sempre ai danni del giovane Biff, che dopo essersi distratto non fa in tempo a frenare e finisce in un camion di letame; nel terzo "Cane Pazzo" finisce nel letame dopo il duello con Marty.
- Nel secondo film, Marty dà sfoggio delle sue capacità con un gioco a pistola ottica; sempre Marty, in una scena simile del terzo film, fa tiro al bersaglio con una vera pistola.
- Marty, nel 1955, ricava uno skateboard da una specie di monopattino di legno, rompendo il manubrio, mentre è alle prese con Biff; fa lo stesso nel secondo film, con il volopattino e contro Griff, mentre il vecchio Biff commenta dicendo: «Eppure mi ricorda qualcosa tutto questo!».
- Nel primo film, Marty si aggrappa a un'auto mentre è sullo skateboard, nel secondo film si aggrappa all'auto del giovane Biff mentre è sul volopattino; nel terzo film è invece Doc ad aggrapparsi alla locomotiva mentre è sul volopattino, per salvare Clara.
- Nel primo film, Marty si trova in imbarazzo con Lorraine, che l'ha seguito fino al laboratorio di Doc; lo scienziato rimane dietro a Marty, come a sottolineare la propria presenza e bloccandogli la "fuga" all'indietro dalla ragazza. Nel terzo film questa scena è capovolta: Clara è arrivata al laboratorio ed è Marty che sottolinea la propria presenza con un colpo di tosse. Inoltre in entrambi casi Doc e Marty coprono velocemente la macchina del tempo, in modo che Lorraine prima e Clara poi non la possano vedere.
- Marty, nel secondo film, cerca di colpire Biff, mentre lui era seduto sulla sua scrivania, con una piccola piattaforma girevole ovale, mentre nel terzo film colpisce Cane Pazzo con un piatto mentre lui importunava Clara.
- Nel primo film, Biff se la prende con Lorraine, innamorata di Marty, mentre nel terzo "Cane Pazzo" se la prende con Clara, innamorata di Doc.
- Le frasi tipiche di Marty e Doc sono rispettivamente «Siamo sul pesante!» e «Grande Giove!» («Great Scott!» in lingua originale, tradotto come «Bontà divina!» nell'edizione italiana del primo film): nel terzo film a un certo punto è Marty a dire «Grande Giove!» e Doc risponde «Lo so, è pesante!».
- Altre due frasi ricorrenti sono «Il dottore sei tu, Doc!», detto da Marty quando Doc inizia a spiegare in modo troppo tecnico, e «Non stai pensando quadrimensionalmente!», detto da Doc quando Marty non prende in considerazione ciò che può accadere viaggiando nel tempo.
- Nel primo film, Marty, sfogandosi con Jennifer dopo la bocciatura del suo gruppo musicale all'audizione, dice: «Sento che non potrei accettare questo tipo di rifiuto». La stessa frase è pronunciata da George nel 1955, quando Marty gli propone di pubblicare le storie di fantascienza che scrive e George gli dice che probabilmente nessun editore accetterebbe di farlo.
- In tutti e tre i film, Marty, dopo aver viaggiato nel tempo, prende una botta in testa e sviene: nel primo film viene investito dall'auto di suo nonno, nel secondo è colpito dagli scagnozzi di Biff, e nel terzo, inseguito da un orso, inizia a correre finché non cade e sbatte la testa su una staccionata. In tutti i casi finisce a letto, al buio, nella casa di chi l'ha soccorso, e quando si risveglia dice una frase tipo «Mamma… Mamma, sei tu? Ho fatto un incubo terribile, ho sognato di viaggiare nel tempo…», pensando appunto di aver sognato e di avere accanto la madre. Nel primo caso si ritrova di fianco la sua vera madre, ma più giovane di trent'anni («Nel 1955?»), nel secondo sempre sua madre, ma nel 1985 alternativo («Al ventisettesimo piano?»), e nel terzo è nella casa dei suoi antenati, con la sua trisnonna che lo accudisce («Fattoria dei McFly?»).
- Nel primo film, quando la macchina del tempo compie il suo primo viaggio con a bordo il cane di Doc, viene inquadrata la targa che ruota e poi cade; la stessa scena viene mostrata anche nel terzo film, dopo che la DeLorean viene distrutta da un treno una volta ritornata nel 1985.
- Ogni volta che termina un viaggio nel tempo, l'arrivo di Marty non è mai tra i più tranquilli: nel primo film, all'andata, Marty finisce in un fienile e viene scambiato per un extraterrestre, mentre al ritorno non frena in tempo e va a cozzare contro un edificio; nel secondo Marty e Doc rischiano di essere investiti all'andata da un taxi volante e al ritorno da un aereo; per finire, nel terzo, all'andata Marty si imbatte prima in un'armata di nativi americani, che gli scoccano contro una scarica di frecce forandogli il serbatoio della benzina, e poi in un orso, mentre al ritorno, arrivato sulla ferrovia che attraversa Hill Valley, fa appena in tempo a scendere prima dell'arrivo di un treno merci che distrugge la DeLorean.
- Un'altra scena ricorrente è quella delle ordinazioni al bar. Nel primo film Marty, nel 1955, chiede prima della Fanta e poi della Pepsi Senza (senza zucchero) e il barista, trattandosi di bevande sconosciute in tale epoca, pensa che Marty gli stia chiedendo "fantascienza da bere" (e gli dice che non sa cosa sia) e "senza pagare" (dicendogli che nel locale non si fa credito); nel secondo capitolo Marty fa litigare i due monitor-robot addetti alle ordinazioni per poi tranquillizzarli dicendo «Ehi, ehi, ehi, ragazzi! Voglio solo una Pepsi!» e venendo servito; nel terzo chiede invece dell'acqua ghiacciata al saloon della Hill Valley del 1885 e, tra le risate generali, il barista gli dice che se vuole dell'acqua la può trovare nell'abbeveratoio dei cavalli in quanto lì si serve solo whisky, dandogliene un bicchiere.
- Nei primi due film appaiono alcune scene ambientate alla stazione di servizio Texaco di Hill Valley, in diverse epoche: nel 1985 appare un normale impianto di rifornimento tipico degli anni '80, con moderni erogatori elettronici; nel 1955 è ricostruita una tipica stazione di servizio degli anni '50, con pompe di benzina dal design "a frigorifero" e disponibilità di servizio completo per le auto; nel 2015 è presente una futuristica area di sosta per auto volanti.

### Locandine
Tutte le locandine sono state dipinte da Drew Struzan, anche se l'idea originale è stata concepita da Wayne Coe. Nella locandina della parte II insieme a Marty c'è anche Doc, mentre in quella della parte III ci sono Marty, Doc e Clara.
- Per la parte I, Marty indossa vestiti anni ottanta, guarda il suo orologio da polso mentre sta uscendo dalla DeLorean e contemporaneamente alza i suoi occhiali da sole per vedere meglio l'ora.
- Per la parte II, Marty e Doc sono vestiti in modo futuristico, guardano i loro orologi da polso mentre stanno uscendo dalla DeLorean fluttuante nell'aria e contemporaneamente alzano i loro occhiali da sole per vedere meglio l'ora.
- Per la parte III, Marty, Doc e Clara indossano i loro vestiti del 1885, ma al contrario di Marty, solo Clara e Doc controllano l'ora su un orologio da taschino mentre escono dalla DeLorean messa sulle rotaie e Marty e Doc si tirano più su i loro cappelli da cowboy.

## Film
| Film                          | Data di uscita USA | Regia           | Sceneggiatura             | Produttori            |
| ----------------------------- | ------------------ | --------------- | ------------------------- | --------------------- |
| Ritorno al futuro             | 3 luglio 1985      | Robert Zemeckis | Robert Zemeckis, Bob Gale | Bob Gale, Neil Canton |
| Ritorno al futuro - Parte II  | 22 novembre 1989   | Robert Zemeckis | Bob Gale                  | Bob Gale, Neil Canton |
| Ritorno al futuro - Parte III | 25 maggio 1990     | Robert Zemeckis | Bob Gale                  | Bob Gale, Neil Canton |

## Accoglienza

### Incassi
| Film                          | Data di uscita USA | Incassi ($)  | Incassi ($)    | Incassi ($) | Budget ($) |
| Film                          | Data di uscita USA | Nord America | Internazionale | Mondiale    | Budget ($) |
| ----------------------------- | ------------------ | ------------ | -------------- | ----------- | ---------- |
| Ritorno al futuro             | 3 luglio 1985      | 214077472    | 178444035      | 389053797   | 19000      |
| Ritorno al futuro - Parte II  | 22 novembre 1989   | 119000002    | 213500000      | 332500002   | 40000      |
| Ritorno al futuro - Parte III | 20 maggio 1990     | 88277583     | 156800000      | 245077583   | 40000      |
| Totale                        | Totale             | 421355057    | 548744035      | 966631382   | 99000      |

### Critica
- La cella grigia indica che il dato non è disponibile

| Film                          | Rotten Tomatoes     | Metacritic         | CinemaScore |
| ----------------------------- | ------------------- | ------------------ | ----------- |
| Ritorno al futuro             | 97% (86 recensioni) | 87 (26 recensioni) | —           |
| Ritorno al futuro - Parte II  | 63% (63 recensioni) | 57 (17 recensioni) | A-          |
| Ritorno al futuro - Parte III | 80% (46 recensioni) | 55 (19 recensioni) | A-          |
| Media                         | 80%                 | 66                 | A-          |

## Distribuzione

### Edizioni home video
Un primo cofanetto venne realizzato in VHS negli anni '90 contenente i tre film più una VHS extra contenente un making of del film presentato da Kirk Cameron intitolato The Secrets of the Back to the Future Trilogy.
Nel 2002 venne pubblicata una prima edizione della serie in DVD che venne distribuita da Universal in un cofanetto contenente tutti i film.
Una seconda edizione venne distribuita nel 2009, non come cofanetto, ma con DVD individuali dei singoli film. Ritorno al futuro venne distribuito in edizione a doppio disco, con i documentari Looking Back to the Future e Back to the Future: The Ride come contenuti speciali.
Nel giugno 2010 Universal annunciò una nuova versione home video della saga, sia in Blu-ray che in DVD, rimasterizzata digitalmente e con contenuti speciali inediti; è stata ridistribuita a partire dal successivo 26 ottobre 2015, in occasione del 25º anniversario dell'uscita del primo film.
Il 20 ottobre 2015 (un giorno prima della data degli eventi di fantasia che si manifestavano nel segmento ambientato nel 2015 della Parte II) la trilogia è stata nuovamente pubblicata su Blu-ray e DVD. È stato incluso un disco bonus, che conteneva nuovo materiale bonus come Outatime, uno sguardo al restauro della macchina del tempo; Doc Brown salva il mondo!, un nuovo cortometraggio con Christopher Lloyd; Looking Back to the Future, un documentario retrospettivo in nove parti del 2009; due episodi della serie animata; due nuovi spot pubblicitari immaginari su Jaws 19 e sull'Hoverboard del 2015.
Nel 2020 è stata pubblicata una nuova versione chiamata The Ultimate Trilogy in Ultra HD Blu-ray, Blu-ray e DVD con immagini e suoni rimasterizzati, contenuti mai pubblicati prima e confezioni esclusive da collezione che include tre steelbook di nuova concezione e un set regalo in edizione limitata con una replica levitante in miniatura da collezione dell'Hoverboard presente nella Parte II.

## Altri media

### Serie animata
Successiva al terzo capitolo cinematografico, venne realizzata la serie animata Ritorno al Futuro (Back to the Future - The Animated Series), trasmessa negli Stati Uniti dal 1991 per due stagioni dalla rete televisiva CBS.
Oltre a Griff Tannen (il nipote di Biff), Marty McFly Jr. e Marlene McFly (i figli di Marty), già presenti nel secondo episodio, ci sono anche Seamus McFly (il trisavolo di Marty), Maggie McFly (la trisnonna di Marty), lo sceriffo Marshal James Strickland (bisnonno del preside Strickland) che sono presenti nel terzo episodio della saga.

### Fumetti
Un primo fumetto di soli 7 numeri è stato pubblicato dalla Harvey Comics 1992 e basato sulla serie animata. Il 21 ottobre 2015 la IDW Publishing pubblica una mini-serie co-sceneggiata da Bob Gale, che racconta di come Marty e Doc si sono incontrati la prima volta; il successo spinge la casa editrice a renderla una serie regolare raccontando storie inedite e trame che si sviluppano in più episodi. La IDW pubblicherà anche altre due mini-serie, "Biff to the Future" (che racconta dell'ascesa al potere del Biff del 1985 alternativo) e "Citizen Brown" (un adattamento a fumetti del videogioco del 2010). Un'ulteriore serie a fumetti è stata realizzata nel 2017 e intitolata "Tales from the Time Train"; co-sceneggiata ancora una volta dallo sceneggiatore del franchise Bob Gale, la serie si collega direttamente alla Parte III, narrando di quando Doc, Clara e i loro figli hanno preso il treno del tempo per recarsi nel futuro.

### Videogiochi
Nel corso degli anni sono stati realizzati diversi videogiochi ispirati alla saga di Ritorno al futuro, qui di seguito sono elencati i principali:
- Back to the Future (1985) per Amstrad CPC, Commodore 64, ZX Spectrum
- Back to the Future (1985) per MSX
- Back to the Future: Adventure (1986), in giapponese, per MSX2, PC-88, FM-7
- Back to the Future (1989) per NES
- Back to the Future Part II (1990) per Sega Master System, Amiga, Amstrad CPC, Atari ST, Commodore 64, DOS, ZX Spectrum
- Back to the Future Part II & III (1990) per NES
- Back to the Future Part III (1991) per Sega Mega Drive, Master System, Amiga, Amstrad CPC, Atari ST, Commodore 64, DOS, ZX Spectrum
- Super Back to the Future Part II (1993) per Super Famicom (solo in Giappone); un side-scroller in cui il giocatore controlla Marty sull'hoverboard mentre combatte i nemici.
- Universal Studios Theme Parks Adventure (2001) per Nintendo GameCube, presenta un mini gioco di Back to the Future: The Ride come livello.
- Back to the Future: Blitz Through Time (2010) per Facebook, Flash[21][22]
- Back to the Future: The Game (2010) realizzato da Telltale Games per iPad, Mac, Windows, PlayStation 3, PlayStation 4, Xbox 360, Xbox One e Wii; fu il primo seguito ufficiale del film (dopo la serie a cartoni animati) realizzato in cinque episodi, con le voci di Christopher Lloyd che riprende il ruolo di Doc Brown, Tom Wilson quello di Biff, Claudia Wells quello di Jennifer e Michael J. Fox che fa due cameo (mentre AJ Locascio ha fornito la voce per Marty McFly per quasi tutto il gioco) e Bob Gale ha assistito alla sceneggiatura.[23][24]
- Lego Dimensions (2015) per PlayStation 3, PlayStation 4, Wii U, Xbox 360, Xbox One; realizzato da WB Games, Michael J. Fox e Christopher Lloyd riprendono i loro rispettivi ruoli.
- Back to the Future Car Pack (2015), espansione per Rocket League
- Back to the Future Time Machine Construction Kit (2017), espansione per Planet Coaster
- Universal Classics Pinball (2017), espansione per la serie di Pinball FX

### Flipper
- Back to the Future: The Pinball (1990)
- Back to the Future Pinball (2017)

### Attrazioni per i parchi a tema
Un'attrazione, chiamata Back to the Future: The Ride, venne inaugurata il 2 maggio 1991 presso gli Universal Studios di Orlando, in Florida negli Stati Uniti (chiusa il 30 marzo 2007 e sostituita dalla The Simpsons Ride). L'attrazione era un mini-sequel di Ritorno al futuro - Parte III e vedeva la presenza ancora una volta di Christopher Lloyd nella parte di Doc che, tramite un video introduttivo, guidava il pubblico su una DeLorean modificata a 8 posti per dare la caccia in varie epoche a Biff Tannen (interpretato ancora una volta da Tom Wilson) che si era appropriato della DeLorean originale. Analoghe attrazioni di Back to the Future: The Ride si trovavano presso gli Universal Studios di Hollywood, in California (inaugurata il 12 giugno 1993 e chiusa il 3 settembre 2007 sostituita anch'essa dalla The Simpsons Ride) e di Osaka in Giappone (inaugurata il 31 marzo 2001 e chiusa il 31 maggio 2016 sostituita da Despicable Me Minion Mayhem).
Un'attrazione chiamata invece Back to the Backstage (rinominata Panorama Tram negli ultimi anni) era presente al parco divertimenti Movieland Studios di Lazise, in Italia (oltre a un esemplare di DeLorean analoga a quella utilizzata nella trilogia).

### Cortometraggio
Per il trentennale della nascita del franchise, nel 2015 è stato realizzato un cortometraggio, inserito nelle edizioni home-video, con protagonista Christopher Lloyd e diretto da Robert Zemeckis.

### Documentario
Nel 2015 è stato realizzato un documentario dal titolo Back in Time diretto da Jason Aron e incentrato sulla produzione, il successo e l'eredità della trilogia di Ritorno al futuro.

### Musical
Back to the Future è un musical con testi e musiche di Alan Silvestri e Glen Ballard con un adattamento della sceneggiatura originale di Robert Zemeckis e Bob Gale, basato sul film originale del 1985. Lo spettacolo, che ha avuto la sua première l'11 marzo 2020 (e in seguito è stato rimandato al 2021 a causa della pandemia da Covid-19), presenta nuove musiche originali accanto ai successi del film, tra cui The Power of Love e Johnny B. Goode.

## Influenza culturale
- Ritorno al futuro IV è il titolo di un episodio del 1999 della serie televisiva Spin City, interpretata da Michael J. Fox, dove appare Christopher Lloyd in veste di guest star. Nonostante la trama dell'episodio non abbia nulla in comune con la trilogia, durante il loro incontro i rispettivi personaggi si scambiano alcune battute ironiche sul tornare indietro nel tempo, in riferimento alla serie cinematografica interpretata da Fox e Lloyd.
- Nel film See You Yesterday del 2019, Michael J. Fox è protagonista di un cameo dove interpreta un professore di scienze che si mostra scettico su un progetto di viaggio nel tempo, presentato da due studenti; la sua ultima battuta nel film, «Grande Giove!», riprende l'esclamazione tipica di Doc della trilogia di Ritorno al futuro.
- Nel film del Marvel Cinematic Universe Avengers: Endgame del 2019, che tratta del viaggio nel tempo, ci sono varie citazioni della saga di Ritorno al futuro: quando Steve Rogers, Scott Lang e Natasha Romanoff cercano di reclutare Tony Stark per aiutarli col viaggio nel tempo, e quest'ultimo è riluttante ad accettare a causa dei possibili pericoli, Scott Lang li assicura che saranno tutti al sicuro se seguiranno rigorosamente le regole del viaggio nel tempo; le due regole che Scott elenca provengono direttamente dalla trama della Parte II: non parlare con te stesso e non scommettere sugli eventi sportivi. A quel punto, Stark lo interrompe dicendogli «Ti fermo prima che tu vada avanti, Scott. Mi stai seriamente dicendo che il tuo piano per salvare l’universo è basato su Ritorno al futuro?».[31][32] In seguito, dopo che Hulk gli spiega come funzioni veramente viaggiare nel tempo, Scott afferma «Allora Ritorno al futuro è tutta una presa in giro…».[33] In una scena successiva, Rocket Raccoon sta per essere colpito da un Leviatano Chitauri; mentre Rocket si prepara all'impatto, la creatura si trasforma in polvere e lo lascia completamente illeso: questa scena è una citazione della scena in cui Marty McFly sta per essere assalito dall'ologramma de Lo Squalo 19 nel 2015, prima che quest'ultimo si disintegri in pixel.[34]
- Il videoclip del singolo Ringo Starr dei Pinguini Tattici Nucleari, diretto dai creativi di Sedici:9 e pubblicato il 6 febbraio 2020, è ambientato durante il ballo "Incanto sotto il mare". Il frontman Riccardo Zanotti prende il posto di Marty McFly cantando e suonando la chitarra, mentre il resto del gruppo impersona i membri della band Marvin Berry and the Starlighters. Il brano eseguito nel film in questa scena è Earth Angel dei Penguins.
- Nell'episodio La proposta di matrimonio dell'anime Doraemon, Doraemon e Nobita vanno nel passato dei genitori di quest'ultimo per scoprire chi dei due abbia fatto la proposta di matrimonio all'altro: a un certo punto, a causa di alcune incomprensioni tra i due che potrebbero portarli a non sposarsi più, si vede Nobita che diventa trasparente e che rischia di scomparire, proprio come Marty nel primo film della saga.
- Nel film Un milione di modi per morire nel West, Christopher Lloyd è protagonista di un cameo in una scena in cui sta lavorando alla macchina del tempo in un capanno; quando viene scoperto dal protagonista del film, che gli domanda che cosa sia, risponde che si tratta di un "piccolo esperimento" nascondendola con un telo.